# 별명

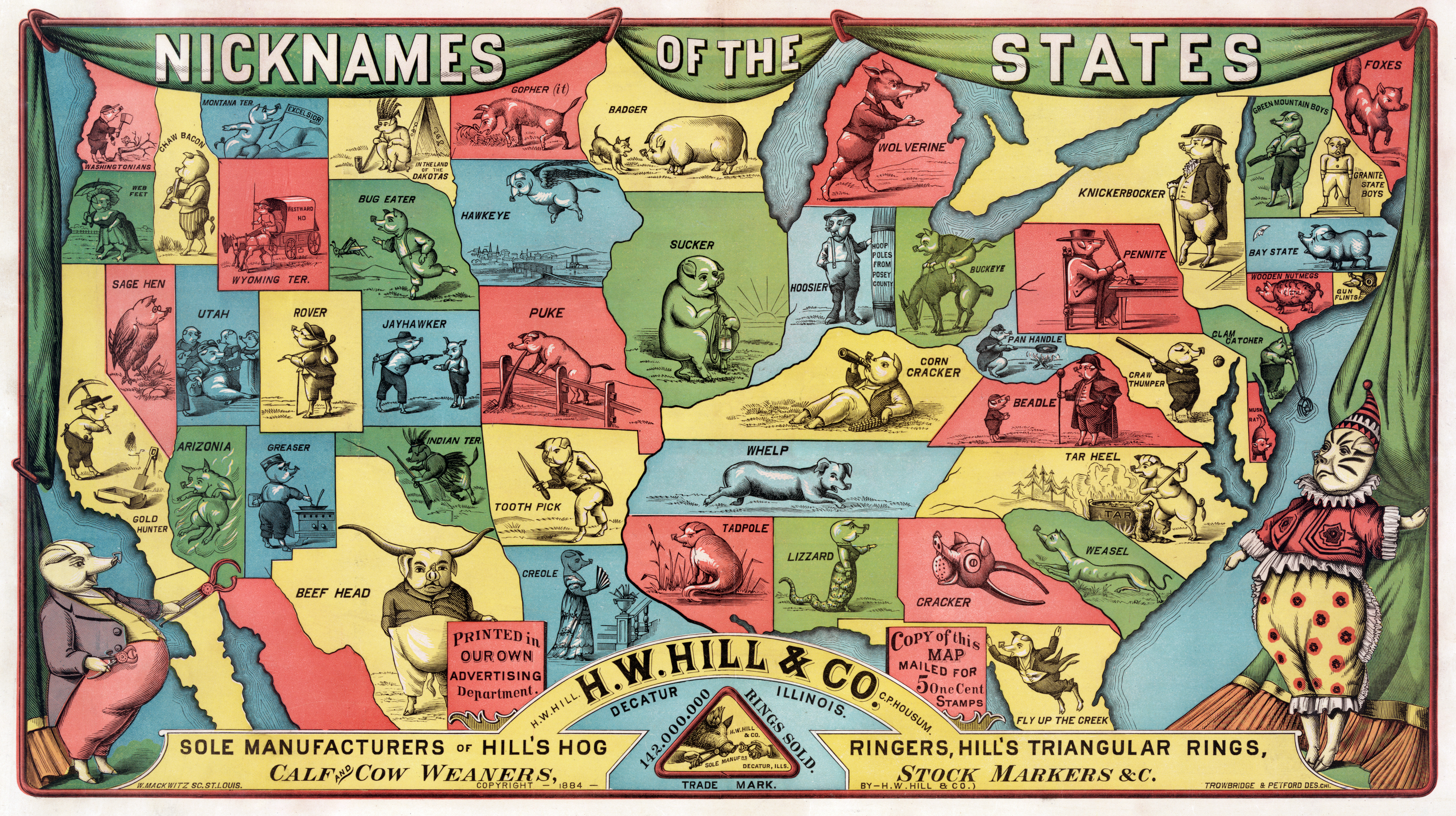

별명(別名)은 사람이나 사물의 실제 이름 대신 쓰이는 이름이다. 주로 겉모습이나 성격, 행동, 말씨, 경력 등을 바탕으로 어떤 특징을 나타내는 별명이 지어진다. 별명은 보통 부모 이외의 사람(친구, 주변 사람, 대중)들이 붙여 주며, 부르는 사람이나 불리는 사람 모두에게 친근감이나 짓궂음 같은 감정을 환기시키는 기능이 있다. 한자 문화권의 자(字)와 호(號)도 별명의 일종이다. 그리고 영어로 표현할 경우 닉네임(Nickname)이라고 칭하게 되지만, 또 다른 이칭들은 별칭(別稱)이 있다.

## 사람에게 붙는 별명의 유형

### 이름에서 따온 것
이름이 다른 사물이나 사건을 떠올리게 하는 경우 성이나 이름이 그대로 또는 변형되어 별명으로 쓰이게 되며, 초등학생등 저연령층에서 많이 나타나는 별명이다. 그 예로, 야구 선수 마크 맥과이어는 이름에 '맥(Mac)'이 들어가 햄버거 명칭인 빅맥(Big Mac)이 별명이 되었다.

### 외모에서 따온 것
키나 몸무게, 얼굴 생김새 등의 다양한 신체적 특징들로 별명을 지어 부르는 경우도 많다.
- 키가 큰 사람에게 붙는 별명 (예시: 전봇대, 키다리, 롱다리, 타조 등)
- 키가 작은 사람에게 붙는 별명 (예시: 꼬맹이, 땅콩, 땅꼬마, 도토리, 숏다리 등)
- 뚱뚱한 사람에게 붙는 별명 (예시: 돼지, 뚱뚱이, 뚱땡이 등)
- 마른 사람에게 붙는 별명 (예시: 말라깽이, 해골, 종이, 나뭇가지, 나뭇잎 등)
- 달리기가 빠른 사람에게 붙는 별명 (예시: 터보, 치타, 날쌘○○(별명) 등)
- 달리기가 느린 사람에게 붙는 별명 (예시:달팽이, 느림보, 거북이)
- 안경을 쓴 사람에게 붙는 별명 (예시: 안경빨, 안경잡이)

### 기타
오늘날에는 버라이어티 쇼 프로그램 등에서 출연자에게 설정된 캐릭터에 따라 별명이 붙는 경우도 있다. 이에 따라 팬들에게 불리는 별명만 수십 가지가 되는 연예인도 있다. 야구 선수들에게는 안타 제조기 등의 별명이, 축구 선수들에게는 골잡이 등의 별명이 붙는다.

## 온라인 상에서의 이용

### 통제를 위한 이용
온라인 상에서는 실제 사회에서의 단서 부족으로 닉네임으로 자신을 표현하기도 하지만 회원 통제 수단으로 사용되는 측면도 있다. 엄마들의 모임에서는 아이의 생년이나 회원 자신의 생년을 반드시 넣어야 하거나, 친목 모임에서는 회원의 생년과 실명을 반드시 닉네임으로 사용하게 한다. 초창기 온라인 모임에서와는 달리 현재는 별명이라는 뜻이 희석되었다.

## 같이 보기

### 역사속 인물들의 별명
- 군주 별명 목록
- 역사 인물 별명 목록

### 축구 대표팀의 별명
- 대한민국 축구 국가대표팀 - 아시아의 호랑이, 태극전사, 붉은악마
- 조선민주주의인민공화국 축구 국가대표팀 - 천리마 축구단
- 중국 축구 국가대표팀 - 용의 팀, 만리장성
- 오스트레일리아 축구 국가대표팀 - 사커루군단, 아시아의 유럽
- 일본 축구 국가대표팀 - Samurai Blue
- 인도네시아 축구 국가대표팀 - 가루다
- 미국 축구 국가대표팀 - Yanks, The Stars & Stripes, The Red, White and Blue

### 라디오 채널의 별명
- KBS 제2라디오 - KBS 해피FM
- KBS 제3라디오 - KBS 사랑의 소리방송
- KBS 제1FM - KBS 클래식FM
- KBS 제2FM - KBS 쿨FM
- YTN라디오 - YTN NEWS FM

### 유사 명칭
- 애칭

## 참고 문헌
- 배수자(2002), 《별명의 생성 연구 - 초 중고등학교 학생들을 중심으로》[쪽 번호 필요]